# Station Winschoten
Station Winschoten is het spoorwegstation van Winschoten in de provincie Groningen in Nederland. Het station is een Waterstaatstation van de derde klasse en is een van de negen stations die ooit in deze klasse is gebouwd.

## Geschiedenis
Het werd in gebruik genomen op 1 mei 1868 met de opening van de spoorlijn Groningen – Winschoten – Bad Nieuweschans. Dit was de tweede door de Maatschappij tot Exploitatie van Staatsspoorwegen (SS) in gebruik genomen spoorlijn en was een deel van de door de Staat der Nederlanden aangelegde Staatslijn B, van Harlingen naar Bad Nieuweschans (aangelegd in 1863-1868). Deze lijn wordt tegenwoordig geëxploiteerd door Arriva.

## Gebouw
Het station behoort tot de Standaardstations van de Staatsspoorwegen, gebouwd in de jaren zestig van de 19e eeuw. Van de vier nog aanwezige stations van het Type SS derde klasse bevinden zich er drie langs de lijn Harlingen – Nieuweschans. Dit betreft Harlingen (1863), Leeuwarden (1863) en Winschoten (1865). In tegenstelling tot het station van Leeuwarden, dat later grondig werd verbouwd, verkeert het station van Winschoten nog grotendeels in oude staat. Het gebouw is ontworpen door de ingenieur Karel Hendrik van Brederode.

## Overdekt busstation
Door de uitbreiding van het lijnennet en de groei van het wagenpark van het streekvervoerbedrijf GADO, bleken het busstation en de stalling in Winschoten in 1960 te klein. Er werd gezocht naar een oplossing die beide problemen in een keer uit de wereld hielpen. Uiteindelijk werd er gekozen voor een overdekt, afsluitbaar autobusstation. Overdag ging het nieuwe autobusstation open en waren er 15 perrons beschikbaar, 's nachts konden er bussen parkeren, de stalling was dan afgesloten en verwarmd.
In 1962 werden de eerste plannen voor uitbreiding en overkapping van het station besproken met de GADO en het Ministerie van Volkshuisvesting en Bouwnijverheid. Op 25 augustus 1965 verleende het Ministerie toestemming voor de bouw. Op 5 mei 1966 verstrekte de gemeente een bouwvergunning voor de bouw van een autobusstalling met dienstgebouw aan de Stationsweg. De geraamde bouwkosten bedroegen dan 624.700 gulden. Op 27 april 1966 nam de gemeenteraad een besluit voor de aanleg van een "zwaaiplaats" bij het te bouwen busstation en het straatwerk rondom het busstation.
Dit overdekte busstation is in 2016 gesloopt en op de vrijgekomen plaats verscheen een busstation in de open lucht.

## Verbindingen
| Serie            | Treinsoort         | Route                                                                           | Bijzonderheden |
| ---------------- | ------------------ | ------------------------------------------------------------------------------- | --- |
| 20100 RS 6 RB 57 | Stoptrein (Arriva) | Groningen – Zuidbroek – Winschoten – Bad Nieuweschans – Weener – ‒ Leer         | Ook wel Wiederline genoemd. Vanwege brugschade geen treinverkeer mogelijk tussen Weener en Leer. Op dit traject rijdt lijnbus 620 van Weser-Ems Bus. Er rijden ook Arrivabussen tussen Groningen en Leer v.v. |
| 37500 RS 6       | Stoptrein (Arriva) | Groningen – Zuidbroek – Winschoten – Bad Nieuweschans                           | Rijdt alleen op zondag. |
| 37600 RS 4       | Stoptrein (Arriva) | Eemshaven – Roodeschool – Groningen – Zuidbroek – Winschoten – Bad Nieuweschans | Voor 6:30 uur en na 21:00 uur wordt niet gereden tussen Eemshaven en Roodeschool. Rijdt op zondag niet tussen Groningen en Bad Nieuweschans. Dit trajectdeel wordt dan gereden door treinserie 37500.         |
| 37900 RE 6       | Sneltrein (Arriva) | Groningen – Winschoten                                                          | Rijdt enkel in de spitsuren en is gekoppeld aan stoptrein RS1 (treinserie 37400). |

## Afbeeldingen

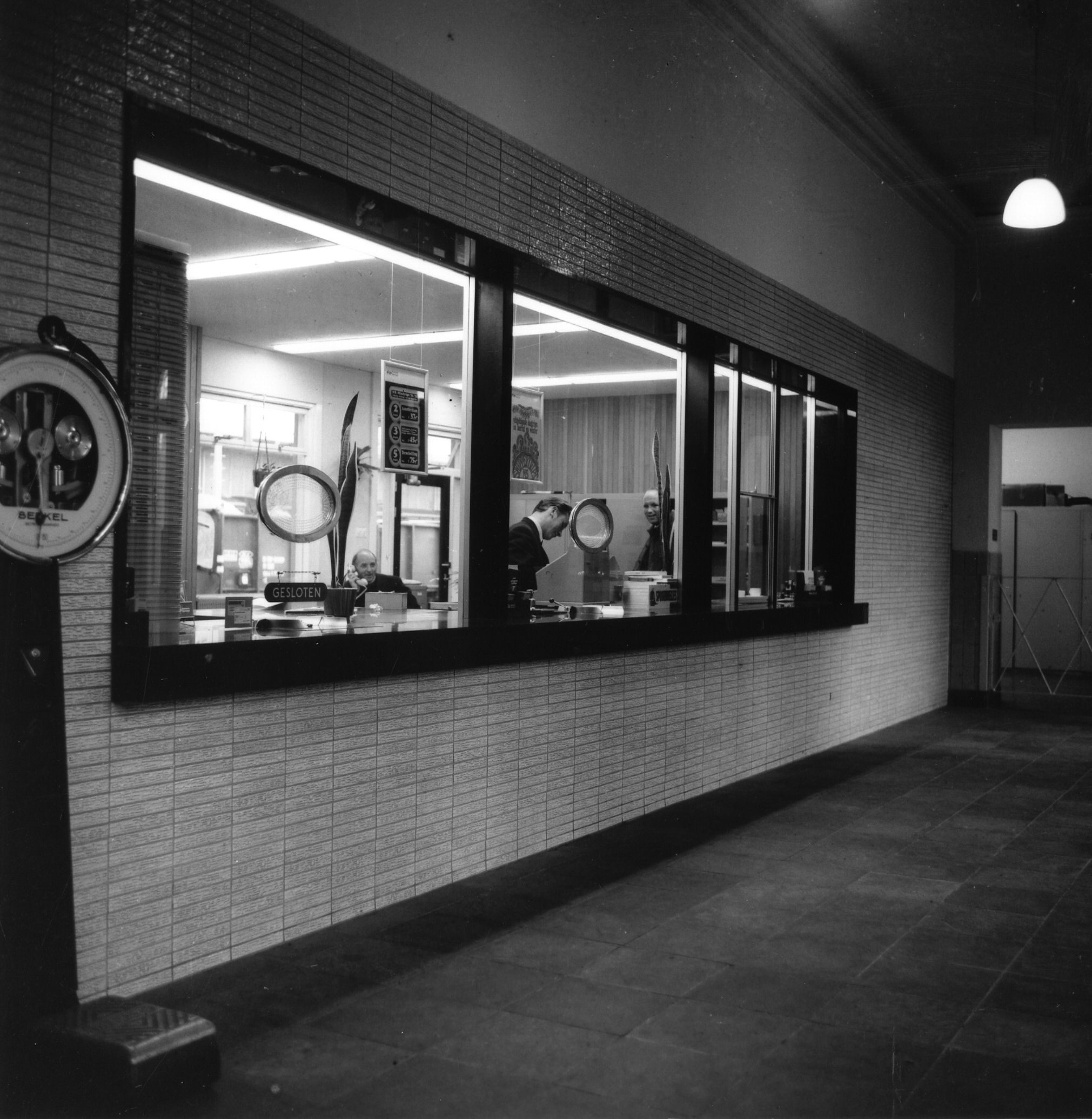
Interieur van het station (1970)
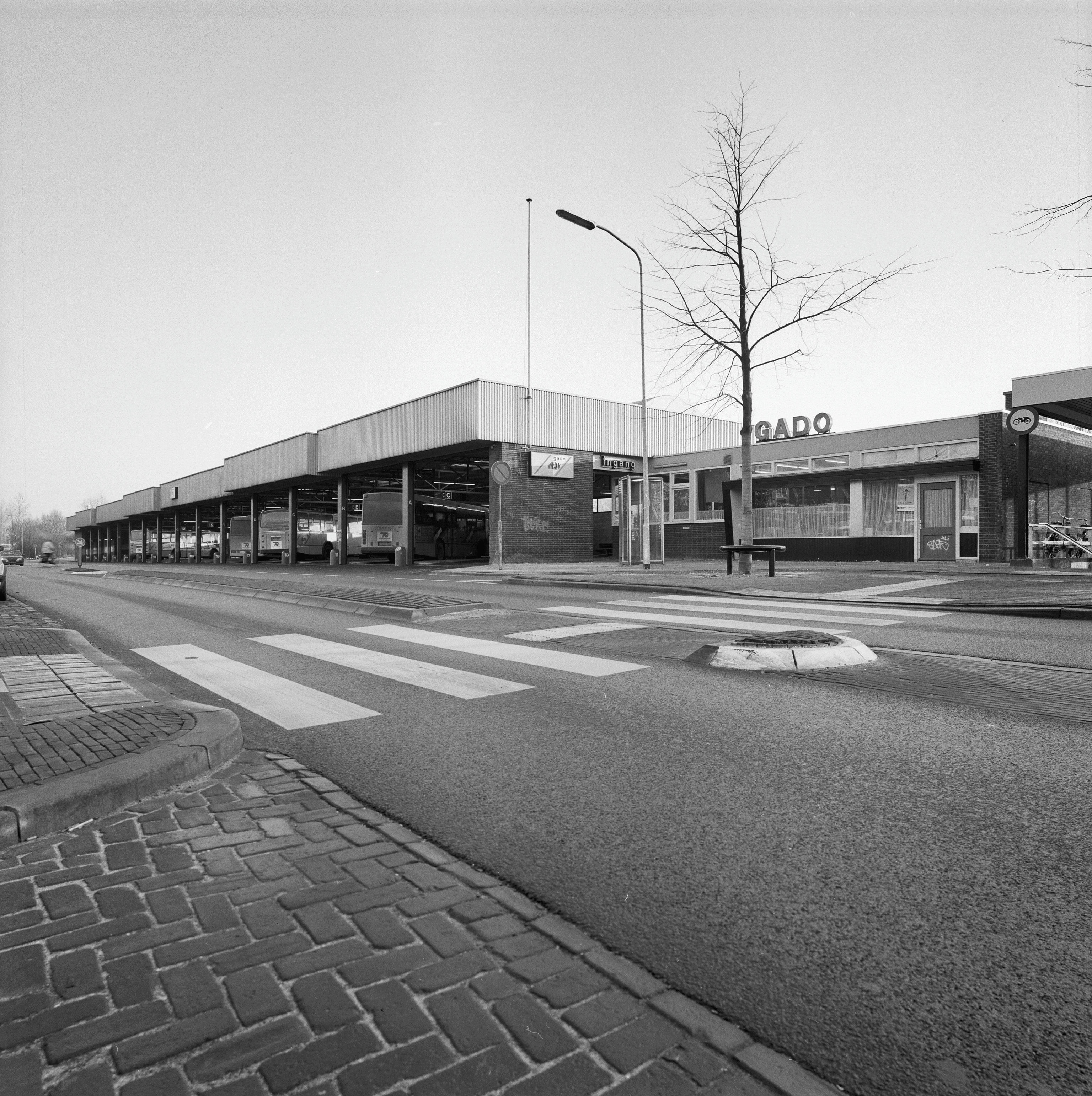
Het busstation in 1995
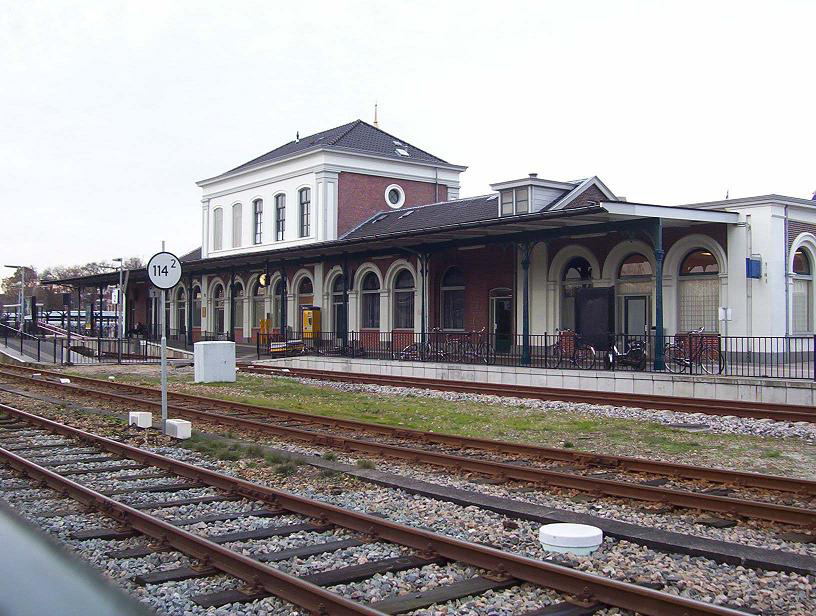
Het station in 2006
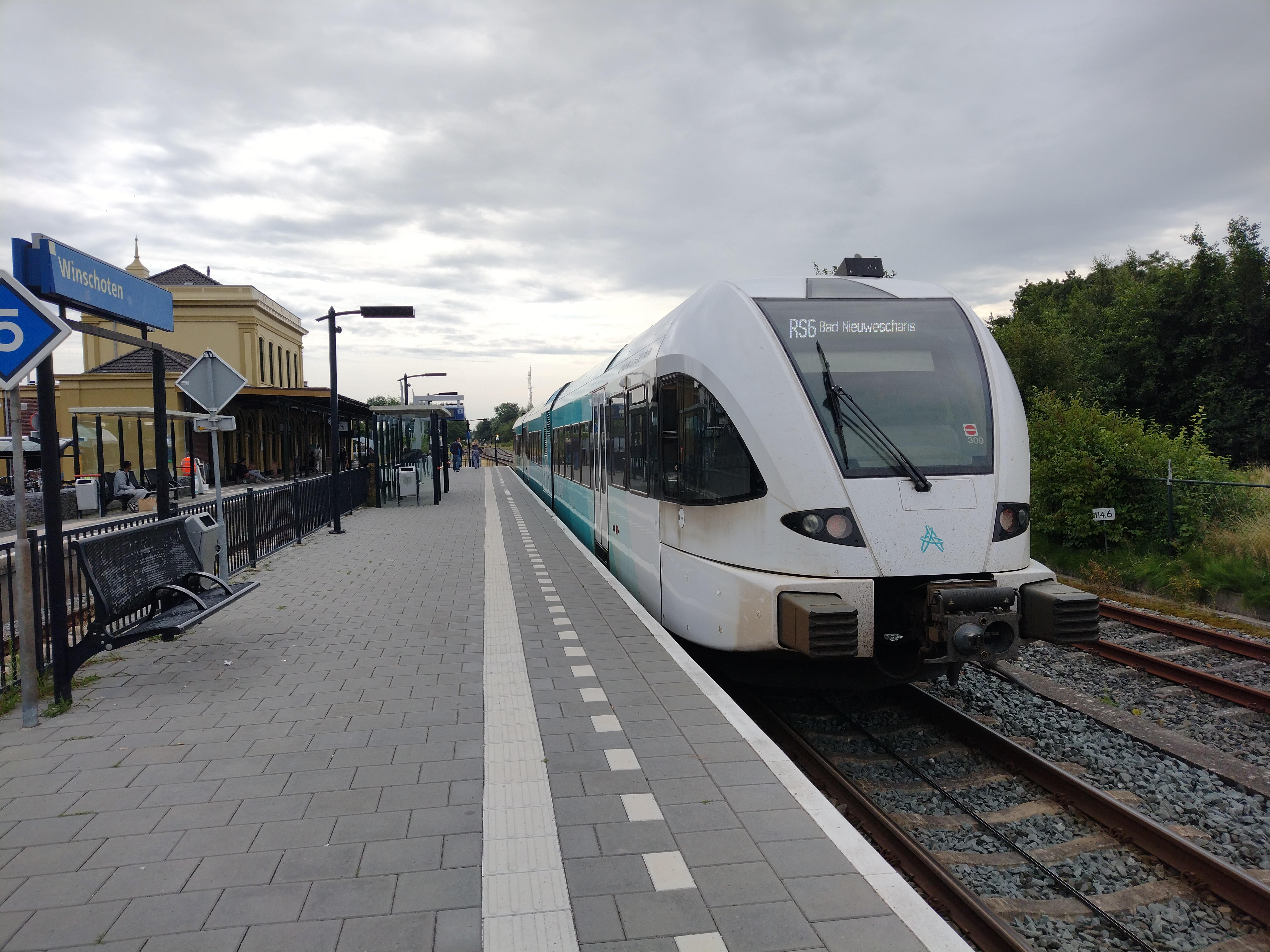
Arriva GTW op het station
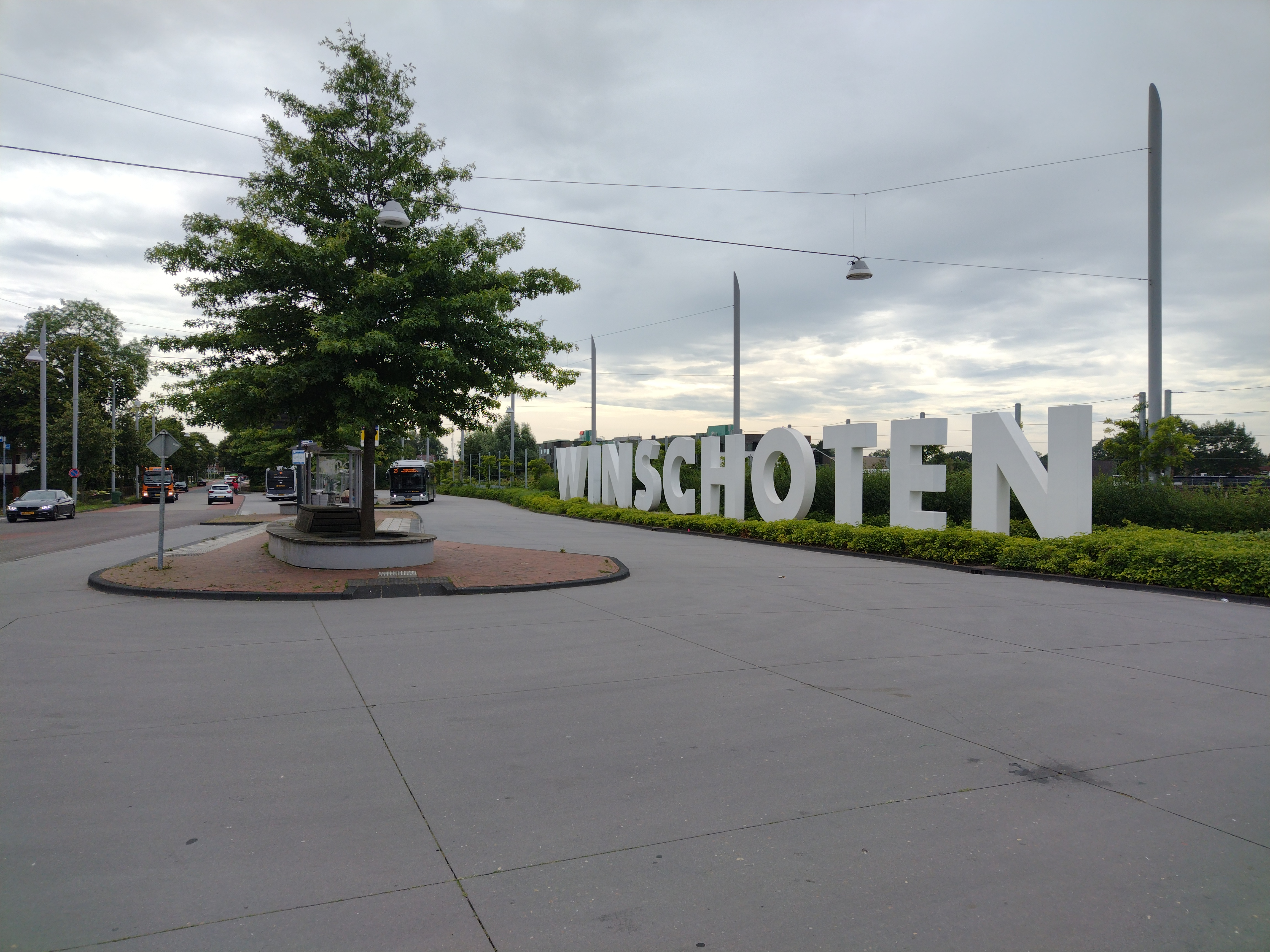
Het busstation in 2024